# الحياة البرية في جزر القمر
تشمل الحياة البرية في جزر القمر (Wildlife of the Comoros) مجموعة متنوعة من الكائنات الحية التي تعيش في أرخبيل جزر القمر، الواقع في المحيط الهندي بين الساحل الشرقي لأفريقيا ومدغشقر. تتميز الجزر بتنوع بيئي فريد رغم صغر مساحتها الجغرافية، حيث تضم غابات مطيرة، وشعابًا مرجانية، وسواحل مانغروف، وبيئات جبلية بركانية. وتُعد جزر القمر موطنًا لعدد من الأنواع المستوطنة النادرة، أبرزها خفاش فاكهة ليفينغستون (Pteropus livingstonii)، أو (ثعلب طيار ليفينغستون) بالإضافة إلى مجموعة من الطيور والزواحف والبرمائيات التي لا توجد في أي مكان آخر.

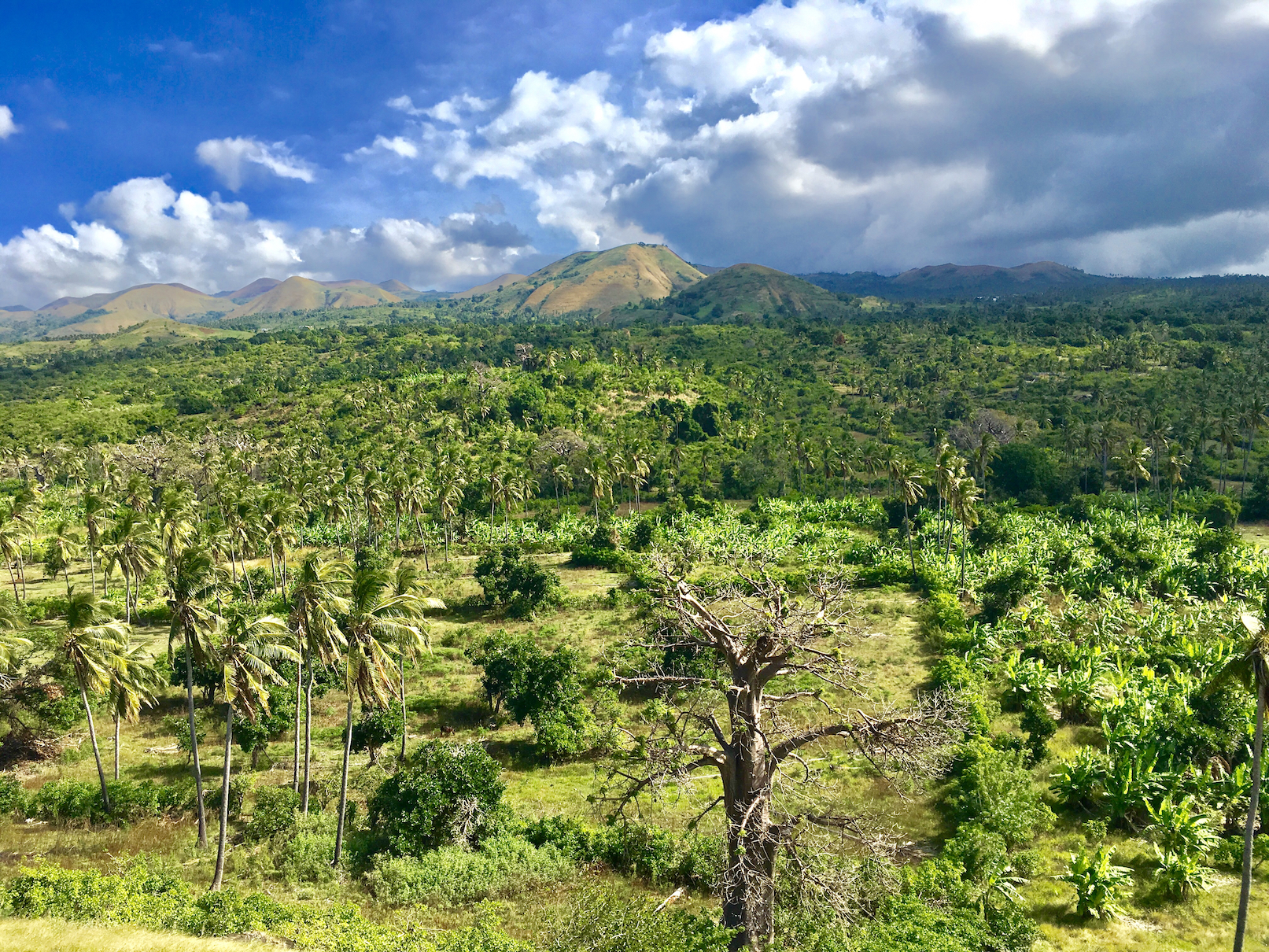
الطبيعة في جزر القمر

## التنوع البيولوجي
تمتاز جزر القمر بتنوع بيولوجي ملحوظ يفوق ما قد يتوقعه الزائر لجزر صغيرة معزولة، حيث تجمع بين عناصر من الحياة الإفريقية والمدغشقرية، إضافة إلى أنواع فريدة وجدت بشكل مستقل في بيئتها المعزولة. ويشمل هذا التنوع نظمًا بيئية مختلفة مثل الغابات الاستوائية الجبلية، والمستنقعات الساحلية، والشعاب المرجانية، مما يوفر موائل متنوعة لكائنات حية متعددة.
يُقدَّر عدد الأنواع الحيوانية في جزر القمر بأكثر من 80 نوعًا من الطيور، بينها أنواع مستوطنة ونادرة، إضافة إلى ما يزيد عن 20 نوعًا من الثدييات، وعدد من الزواحف والبرمائيات ذات الأهمية البيئية والعلمية. كما تضم البيئة البحرية المحيطة بالجزر تنوعًا غنيًا من الأسماك والشعاب المرجانية والسلاحف البحرية.

خريطة تبين موقع جزر القمر في شرق أفريقيا

أما الغطاء النباتي فيغلب عليه الطابع الاستوائي، ويتكوّن من أشجار مانغروف على السواحل، وغابات مطيرة في المرتفعات، فضلًا عن نباتات عشبية وشجيرية متكيفة مع التربة البركانية. هذا التنوع الطبيعي جعل جزر القمر واحدة من النقاط الساخنة للتنوع الحيوي في المحيط الهندي، رغم صغر مساحتها الجغرافية ومواردها المحدودة.

## الظروف البيئية

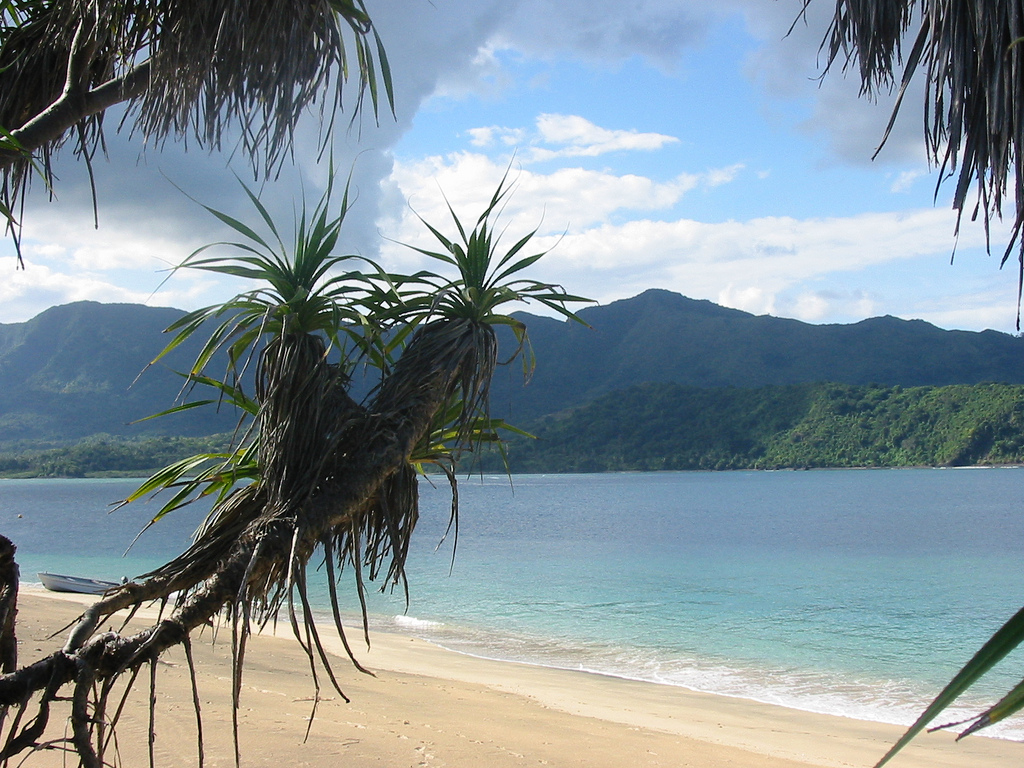
شاطئ جزيرة موهيلي (جزر القمر)

تقع جزر القمر في المحيط الهندي بين الساحل الشرقي لأفريقيا وجزيرة مدغشقر، وهي تتكوّن من أربع جزر بركانية رئيسية، تتباين في الارتفاع والخصائص الطبوغرافية. يؤثر هذا التباين في التنوع المناخي والبيئي الذي تشهده الجزر، حيث يسود مناخ استوائي رطب، يتميز بفصلين رئيسيين: موسم أمطار من نوفمبر إلى أبريل، وموسم جاف نسبيًا من مايو إلى أكتوبر.
تتراوح معدلات الهطول المطري السنوي بين 1000 و5000 ملم حسب الموقع والارتفاع، مما يخلق بيئات متعددة، من الغابات المطيرة الكثيفة في المرتفعات، إلى الغابات الجافة والمانغروف على السواحل. هذا التباين ينعكس بوضوح على أنماط توزيع الحياة البرية، حيث ترتبط العديد من الأنواع المهددة – مثل خفاش فاكهة ليفينغستون – بمناطق الغابات الجبلية التي توفر لها الظل والرطوبة والتنوع النباتي اللازم للغذاء.
ومع ذلك، تشهد البيئة في جزر القمر تهديدات بيئية متزايدة نتيجة إزالة الغابات، وتآكل التربة، والتوسع الزراعي غير المنظّم، مما يؤدي إلى تدهور الموائل الطبيعية وانقراض بعض الأنواع، خصوصًا الأنواع المتوطنة التي لا توجد في أي مكان آخر في العالم.

## الموائل الطبيعية

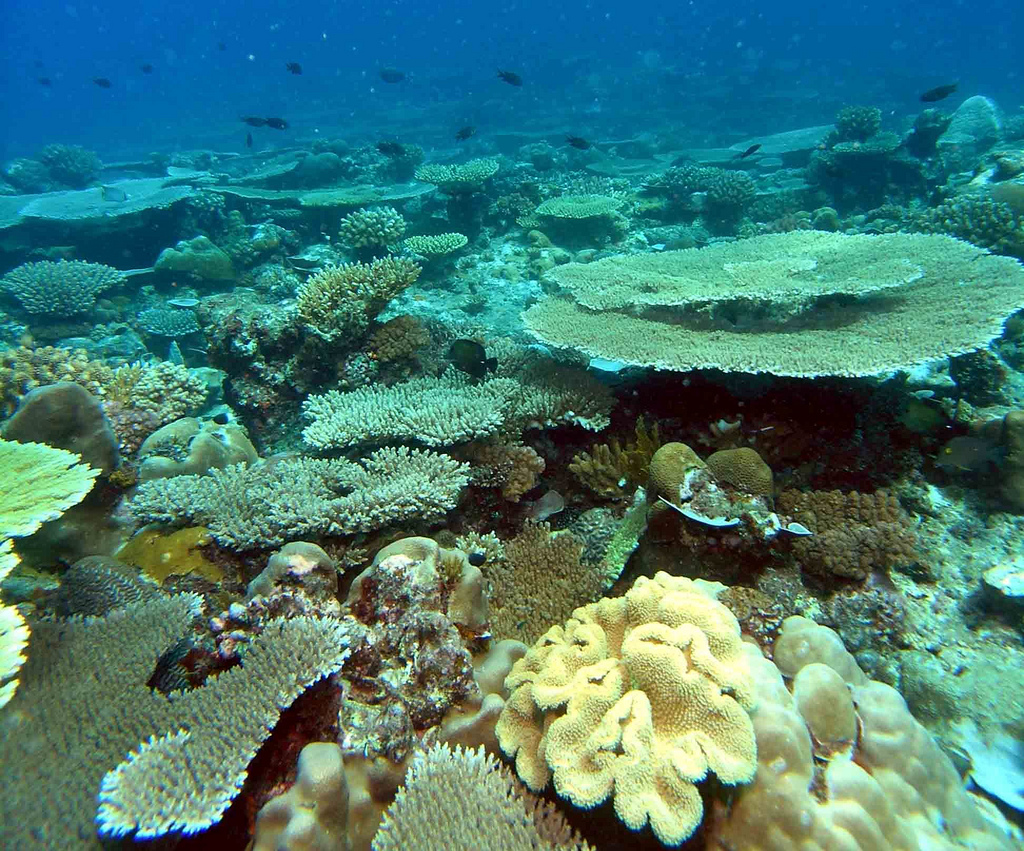
الشعاب المرجانية البكر في موهيلي، جزر القمر

تمتاز جزر القمر بتنوع بيئي لافت يعود إلى موقعها الجغرافي الفريد في المحيط الهندي وتضاريسها البركانية النشطة. تنقسم الموائل الطبيعية في الأرخبيل إلى عدة نظم بيئية رئيسية، تتفاوت بين البيئات البحرية والساحلية والغابات الجبلية، مما يجعل الأرخبيل موطنًا لعدد كبير من الأنواع المتوطنة والمهددة بالانقراض.
الشعاب المرجانية: تنتشر الشعاب المرجانية في المياه الساحلية، وتُعد الشعاب المحيطة بجزيرة موهيلي، خصوصًا ضمن نطاق حديقة موهيلي البحرية الوطنية، من أهم الموائل البحرية في المنطقة. وتوفر هذه الشعاب بيئة حيوية لتكاثر السلاحف البحرية مثل السلحفاة الخضراء (Chelonia mydas)، والأسماك الشعابية، والقشريات. وقد أظهرت الدراسات أن هذه الموائل تتأثر سلبًا بتغير المناخ، وارتفاع درجات الحرارة، والتبييض المرجاني.
الغابات الاستوائية الجبلية: تغطي الغابات الرطبة الاستوائية سفوح الجبال البركانية في جزر القمر، لا سيما في جزيرتي القمر الكبرى وأنجوان، حيث تنتشر الأشجار الكثيفة من أنواع مثل Nuxia pseudodentata وFicus craterostoma. وتُعد هذه الغابات بيئة مثالية لتكاثر الطيور المتوطنة مثل الحمام الأزرق القمري (Alectroenas sganzini)، وخفافيش الفاكهة المهددة مثل خفاش ليفينغستون (Pteropus livingstonii).

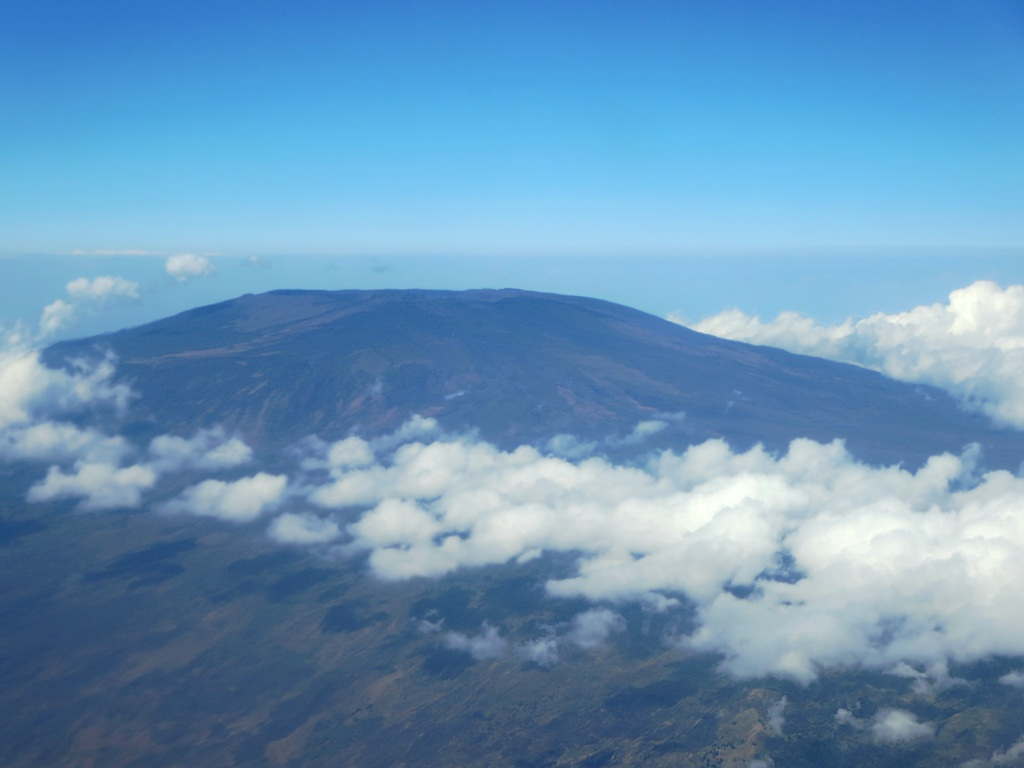
جبل كارتالا، أعلى قمة في جزر القمر، يُظهر البيئات البركانية والمرتفعات

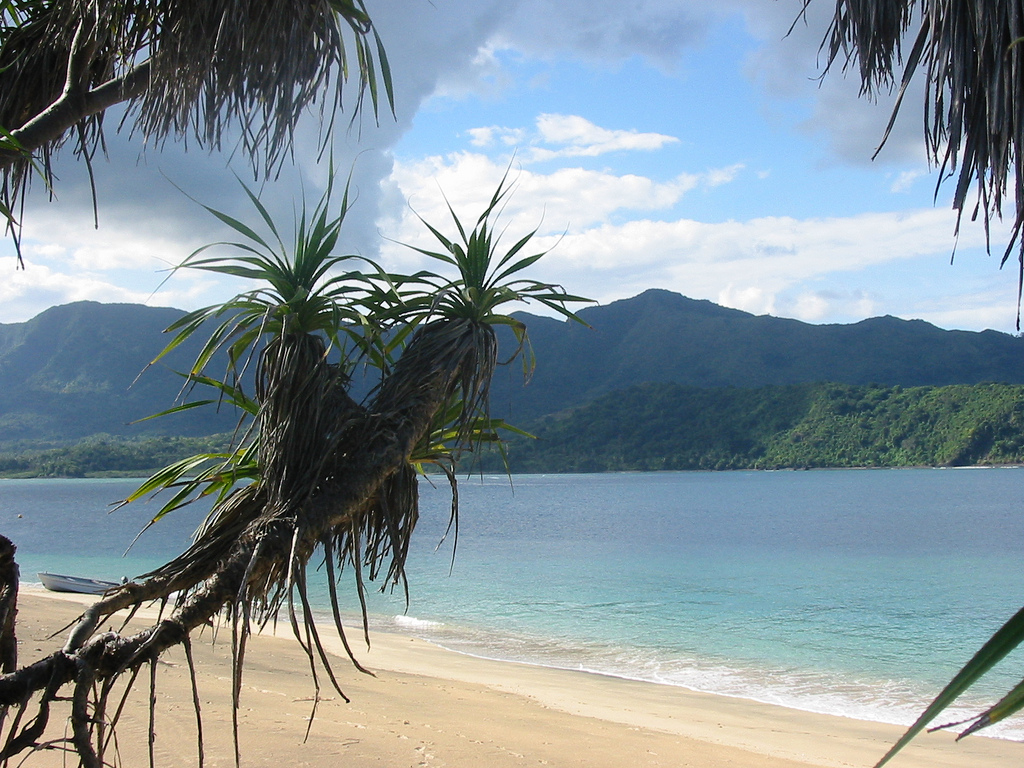
شاطئ في جزيرة موهيلي، يعكس البيئة الساحلية

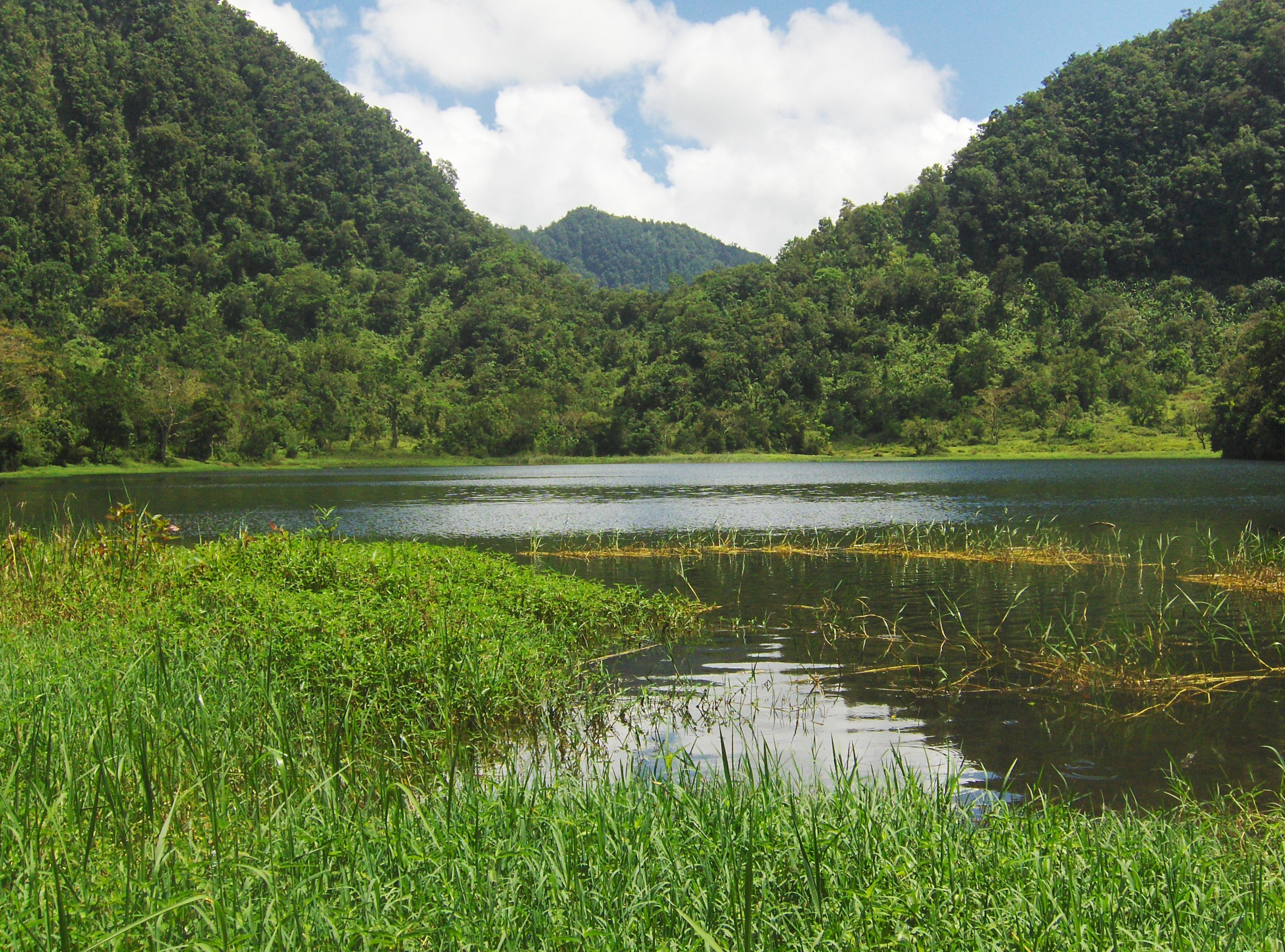
مشهد لبحيرة دزيالاندزي (Lac Dzialandzé) في جزيرة أنجوان، وهي إحدى المناطق الرطبة المرتفعة ضمن حديقة جبل نترينغي الوطنية، وتُعد موطنًا للعديد من الكائنات البرمائية والطيور المحلية في جزر القمر.

غابات المانغروف: توجد أشجار المانغروف على امتداد السواحل المحمية، خاصة في جزيرتي موهيلي وأنجوان، وتشمل أنواعًا مثل Rhizophora mucronata وBruguiera gymnorrhiza. وتشكّل هذه الغابات ملجأ طبيعيًا لصغار الأسماك والرخويات وسرطانات البحر، وتؤدي دورًا مهمًا في تثبيت التربة الساحلية وامتصاص الصدمات المناخية. غير أنها تتعرض للتهديد نتيجة للتوسع العمراني وقطع الأشجار.
المرتفعات البركانية: تتمثل المناطق الجبلية في جزر القمر في المرتفعات البركانية النشطة، وأبرزها جبل "كارتالا" (Mount Karthala) في جزيرة القمر الكبرى، والذي يبلغ ارتفاعه نحو 2361 مترًا، ويُعد من أنشط البراكين في المحيط الهندي. يُصنَّف كارتالا ضمن البراكين الدرعية ذات الانحدارات الواسعة والتدفّقات البازلتية، وتنتج عن ذلك تربة بركانية خصبة تدعم غطاء نباتيًا متنوعًا.
ويشكّل هذا التدرّج البيئي – من الغابات الكثيفة في السفوح، إلى الأحراج، ثم إلى النباتات القزمة في القمم المرتفعة – بيئة فريدة تؤوي طيفًا واسعًا من الحياة البرية المتكيفة مع هذه الظروف المتغيرة. من أبرز الكائنات التي تستوطن هذه المناطق الخفافيش المتوطنة مثل خفاش ليفينغستون (Pteropus livingstonii)، والتي تعتمد على الأشجار الطويلة في الغابات الجبلية كمواقع للغذاء والتعشيش. كما تُعد المرتفعات ملجأً طبيعيًا للعديد من أنواع الطيور النادرة مثل Otus moheliensis، طائر البومة القمرية، التي لا توجد إلا في هذه المناطق الرطبة المرتفعة.
وتحتوي المنحدرات الجبلية كذلك على نباتات نادرة، منها Psiadia altissima وCommelina comorensis، تشكّل بدورها مصدرًا غذائيًا أو غطائيًا للأنواع البرية، ما يجعل من هذه المرتفعات نظامًا بيئيًا حرجًا تُبذل الجهود لحمايته من التدهور بفعل إزالة الغابات أو النشاط البركاني المفاجئ.
السهول الساحلية: تضم السهول الساحلية في جزر القمر بيئات شاطئية وشعابًا مرجانية ضحلة ومسطحات طينية، وتُعد من الموائل البيئية الحيوية التي تحتضن طيفًا من الأنواع البحرية الحساسة. تسهم هذه السهول في دعم دورات الحياة لعدد من الكائنات المهددة، مثل السلاحف الخضراء (Chelonia mydas) وسلحفاة منقار الصقر (Eretmochelys imbricata)، التي تعتمد على الشواطئ الرملية للتعشيش، فضلًا عن وفرة الرخويات المرجانية وسرطانات البحر، التي تنشط في المصبّات والمسطحات الموحلة.
كما تُعد هذه البيئات الساحلية مناطق حضانة طبيعية لصغار الأسماك المرجانية، وتشكل نقاط تغذية حرجة لطيور الشاطئ المهاجرة، مما يعكس دورها في الربط بين النظامين البحري والبري. ومع ذلك، تبقى هذه النظم من أكثر المواطن عرضة للخطر بسبب تغير المناخ، وارتفاع منسوب البحر، والتدهور الناتج عن التجريف، وتلوّث المياه الساحلية بالمخلفات العضوية والبلاستيكية.

## الفقاريات

### الطيور

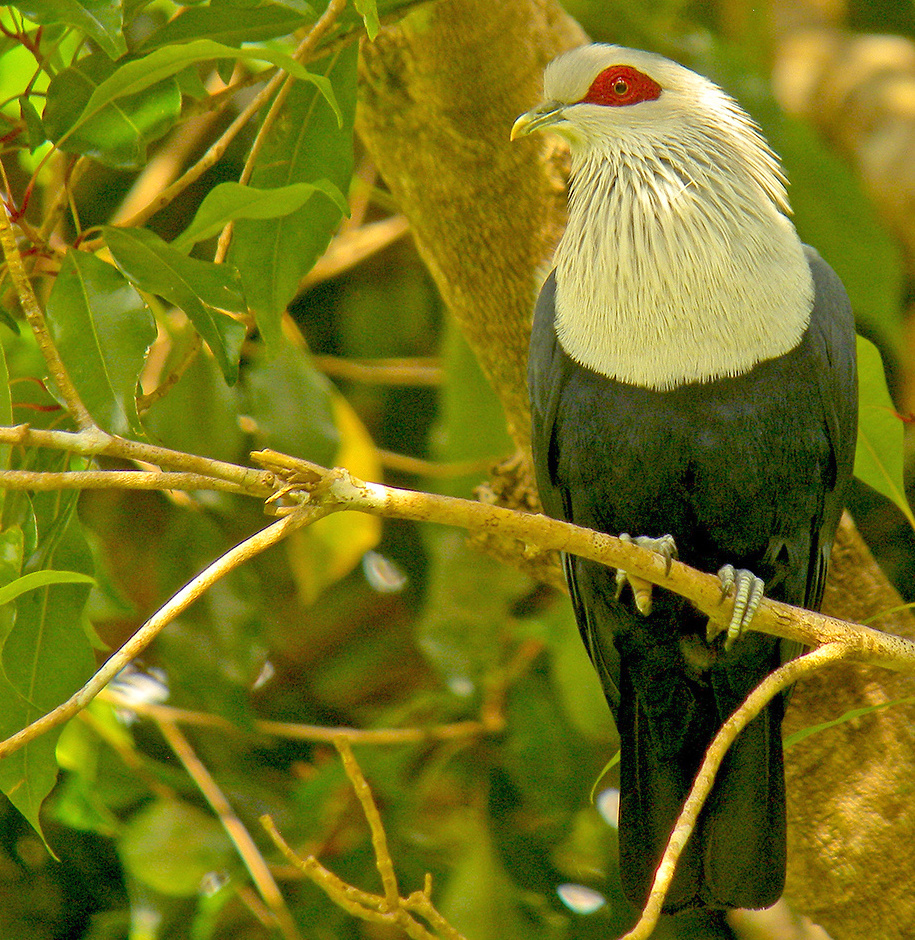
حمامة القمر الزرقاء

تُسجّل جزر القمر ما لا يقل عن 96 نوعًا من الطيور، منها 21 نوعًا مستوطنًا لا توجد إلا في هذا الأرخبيل، وما يقارب 33 نوعًا مدرجة ضمن القائمة الحمراء للأنواع المهددة حسب تصنيف الاتحاد الدولي لحفظ الطبيعة. وتُعدّ الجزر جزءًا من الإقليم البيئي المعروف بـ"جزر غرب المحيط الهندي الاستوائي"، والذي يُصنّف ضمن أكثر المناطق تنوعًا وتعرضًا للتهديد في أفريقيا ومدغشقر.
من أبرز الأنواع المستوطنة والمهددة:
الحمامة القمرية الزرقاء (Alectroenas sganzini) – تُصنف كنوع "قريب من التهديد" (Near Threatened), وهي من الطيور الرمزية في الأرخبيل، تعيش في الغابات المطيرة والغابات المنخفضة، وتتميّز بريشها الأزرق المعدني، وتُواجه خطر التدهور بسبب إزالة الغابات وتوسع العمران.
حمامة الزيتون القمرية (Columba pollenii) – من أضخم طيور جزر القمر حجمًا، تُعدّ هدفًا للصيد البري، وتُصنّف أيضًا كـ"قريبة من التهديد"، وهي شديدة الارتباط بالغابات الأصلية، حيث تتراجع أعدادها نتيجة قطع الأشجار.
السُّليل القمري (Turdus bewsheri) – أحد أنواع السُّلَيْل المتوطنة، يعيش في المناطق الجبلية والغابات الكثيفة، ويواجه تهديدات بفعل تدمير موائله الطبيعية.
البُوَيمات القمرية (بومات صغيرة) – تُعد من أبرز الأمثلة على التكيّف الحيوي، إذ تمتلك كل جزيرة نوعًا خاصًا من البوم، مثل Otus capnodes في القمر الكبرى، وOtus moheliensis في موهيلي، وكلاهما مُدرجان ضمن الأنواع المهددة بدرجات متفاوتة.
كما تؤوي الجزر أنواعًا من الطيور المهاجرة التي تتوقف فيها خلال رحلاتها السنوية بين أفريقيا ومدغشقر، مما يضيف إلى أهميتها كمعبر بيئي مهم في المنطقة. وقد سجلت دراسات حديثة تأثيرات سلبية متزايدة بسبب إدخال الأنواع الدخيلة مثل القطط والفئران، إضافة إلى فقدان الموائل الطبيعية وقطع الغابات.
ويُذكر أن بعض الفصول البيئية التي وردت في دراسات علمية عن المنطقة، مثل المرجع الشامل عن مدغشقر وجزرها، تُبرز الأهمية الفائقة للحفاظ على الطيور المستوطنة في الجزر الصغيرة مثل القمر وموهيلي وأنجوان، بسبب حساسيتها لتغير الموائل وارتفاع معدلات الانقراض فيها مقارنة بالمناطق القارية.

### الثدييات
تحتضن جزر القمر مجموعة محدودة من الثدييات البرية، معظمها من الخفافيش والليمورات، إلى جانب أنواع بحرية. يُعرف عن الأرخبيل افتقاره للحيوانات البرية الكبيرة، إذ يتركز التنوع في الثدييات الطائرة.
من الأنواع البارزة:

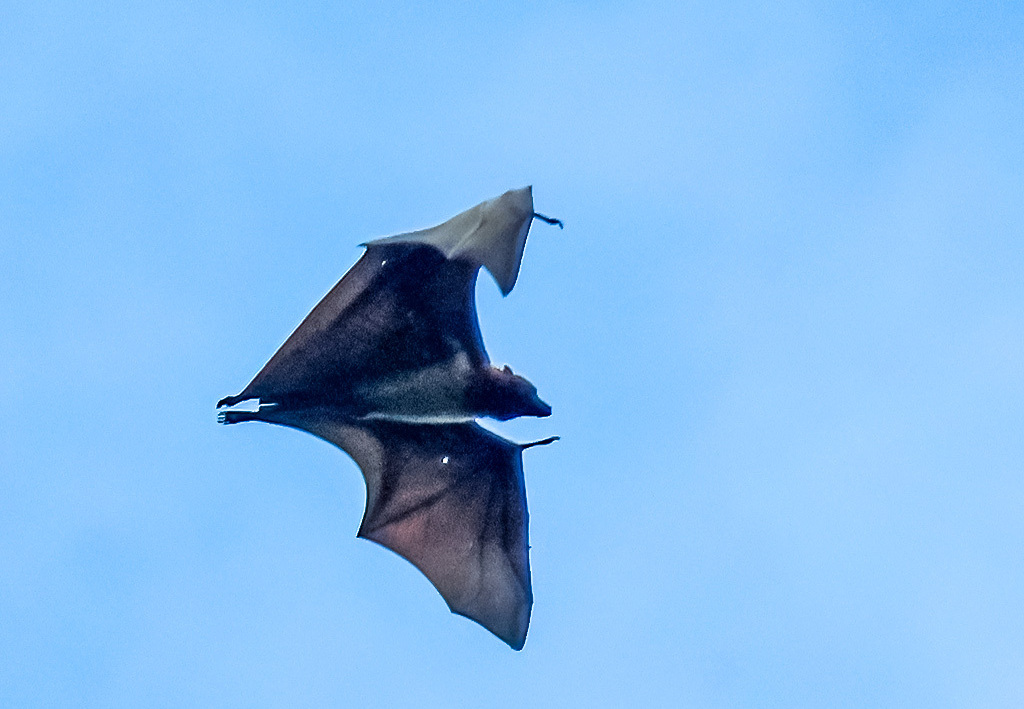
ثعلب القمر الأسود الطائر ذو اللحية السوداء

ثعلب القمر الأسود الطائر (Pteropus melanopogon) – يُعرف أيضًا باسم "الخفاش الأسود ذو اللحية السوداء"، وهو من أكبر خفافيش الفاكهة في المنطقة، ويتميز بوجه كثيف الشعر وألوان داكنة، يعيش في مستعمرات محدودة ويُعد مهددًا بسبب تدمير الغابات وقلّة مناطق التعشيش.
خفاش فاكهة ليفينغستون (Pteropus livingstonii) – أحد أندر الأنواع، يعيش في مرتفعات أنجوان وموهيلي، ويُعد مهددًا للغاية بسبب إزالة الغابات وفقدان الموائل الطبيعية.
خفاش Rousettus obliviosus – نوع مستوطن محدود الانتشار، له دور بيئي مهم في تلقيح النباتات ونثر البذور، لكنه لا يزال غير مدروس بالكامل.
خفاش رودسيت القمري (Rousettus obliviosus) – نوع مستوطن يُصنَّف ضمن القائمة الحمراء كقريب من التهديد (VU)، ويعيش في الغابات المنخفضة ومناطق الكهوف .
الليمور المانغوس (Eulemur mongoz) – نوع نادر من الليمورات، يُعتقد أنه أُدخل إلى الأرخبيل منذ قرون من مدغشقر، ويعيش الآن في موائل متفرقة، وهو تحت الحماية نظرًا لانخفاض أعداده.
كما تشمل الثدييات البحرية في الجزر:
الخروف البحري (Dugong dugon) – أو الأطوم - من الأنواع الهادئة والمهددة، يوجد قرب الشواطئ الغنية بالأعشاب البحرية.
الحوت الأحدب (Megaptera novaeangliae) – يزور المياه القمرية خلال مواسم الهجرة، خاصة بين يوليو وأكتوبر.

### الأسماك

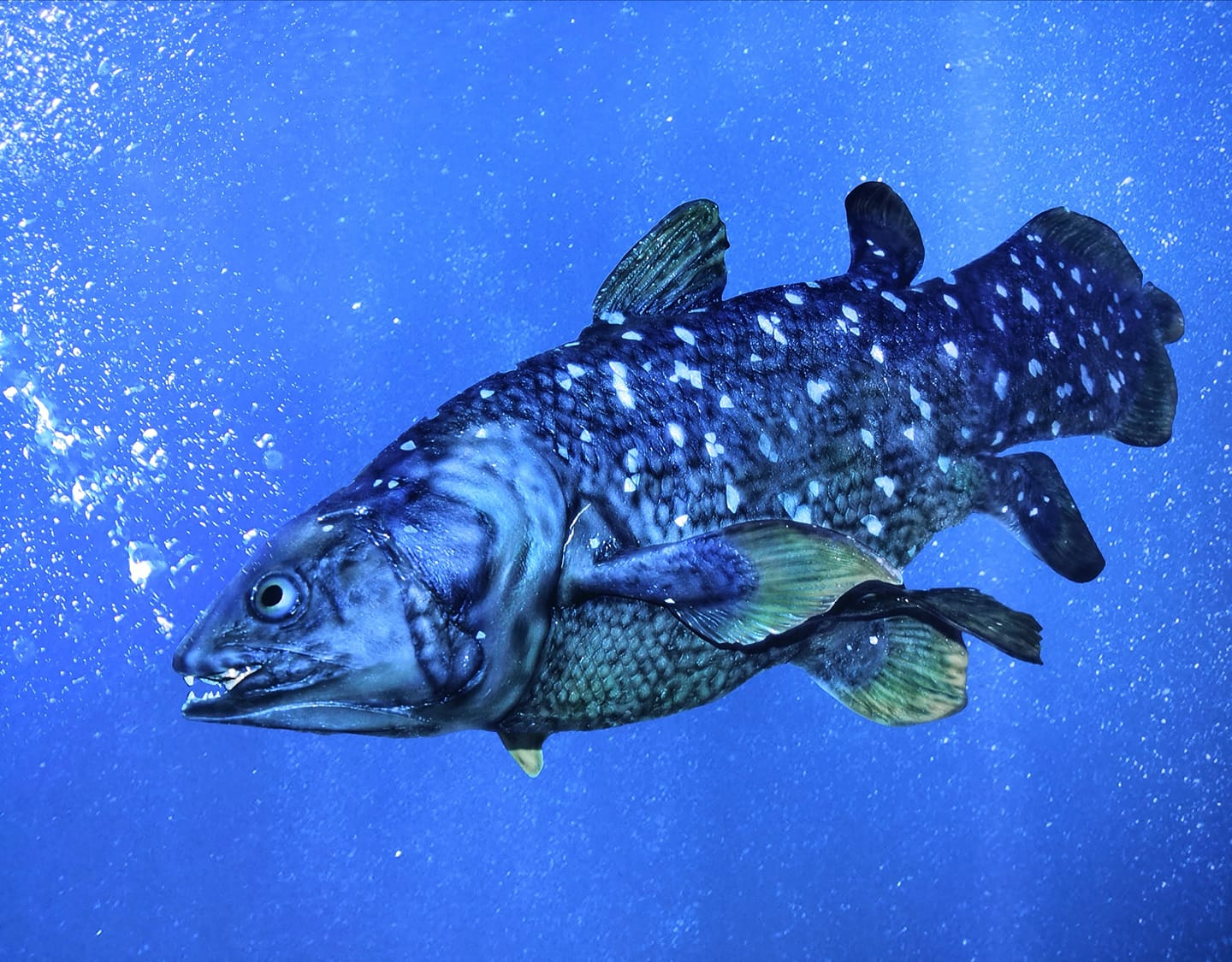
سمكة الجُمبيزة (السيلاكانث)

تتميّز المحيطات حول جزر القمر بتنوع عالٍ من الأسماك والشعاب المرجانية، مما يجعلها منطقة بيئية فريدة ذات قيمة بيولوجية عالية. تُسجّل هذه المياه وجود أنواع نادرة وشبه مستوطنة، منها سمكة الجُمبيزة أو السيلاكانث (Latimeria chalumnae). تعتبر السيلاكانث واحدة من أقدم أنواع الأسماك الحية، إذ يعود أصلها إلى أكثر من 400 مليون سنة، وقد اعتُقد أنها انقرضت قبل ملايين السنين حتى تم اكتشافها مجددًا في خمسينيات القرن العشرين قبالة سواحل جزر القمر. هذه السمكة النادرة ذات الأهمية العلمية الكبيرة تمثل "حفريات حية" تساعد العلماء على دراسة تطور الفقاريات من الأسماك إلى البرمائيات.
تعيش السيلاكانث في أعماق المحيط على مقربة من الكهوف الصخرية، وتتميز بحركاتها البطيئة وقدرتها على البقاء في بيئات ذات درجات حرارة منخفضة وضغط عالٍ. بجانب السيلاكانث، تتكاثر في المياه المحيطة لجزر القمر أنواع متعددة من السلاحف البحرية، مثل سلحفاة منقار الصقر (Eretmochelys imbricata)، بالإضافة إلى أسماك الشعاب المرجانية التي تلعب دورًا أساسيًا في دعم النظام البيئي الساحلي.
تعتبر جزر القمر جزءًا من منطقة ذات أهمية عالمية في حفظ التنوع البحري، حيث تعمل المنظمات البيئية والبحرية على حماية هذه الأنواع النادرة والموائل الطبيعية من التهديدات مثل الصيد الجائر وتلوث المياه.

كما تتكاثر في المياه المحيطة أنواع من السلاحف البحرية وأسماك الشعاب المرجانية الأساسية للنظام البيئي الساحلي.

## الزواحف والبرمائيات

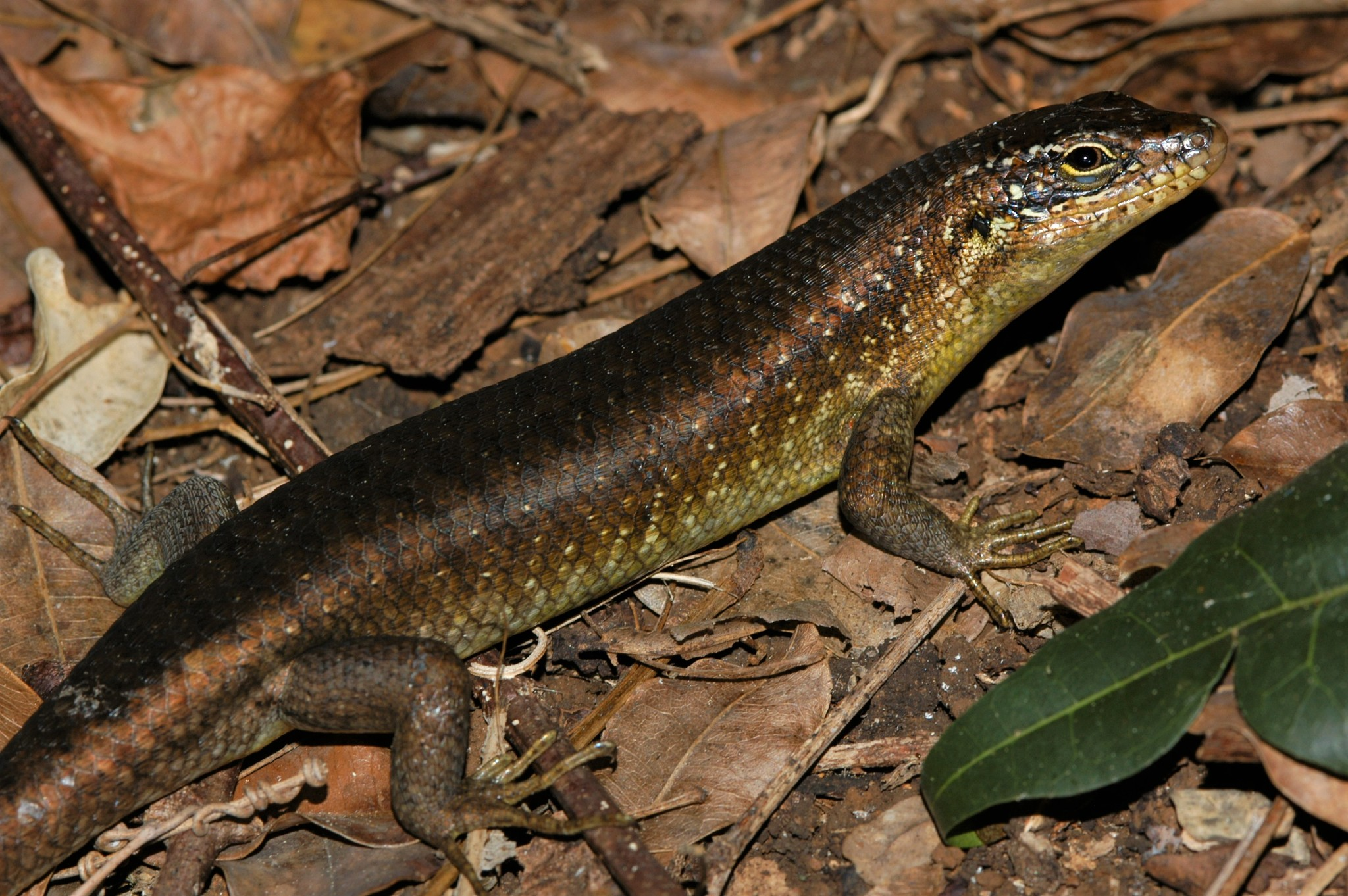
سحلية أسود القمرية (Trachylepis comorensis) تُعد من الزواحف المستوطنة في جزر القمر، وتعيش في البيئات الجافة والصخرية.

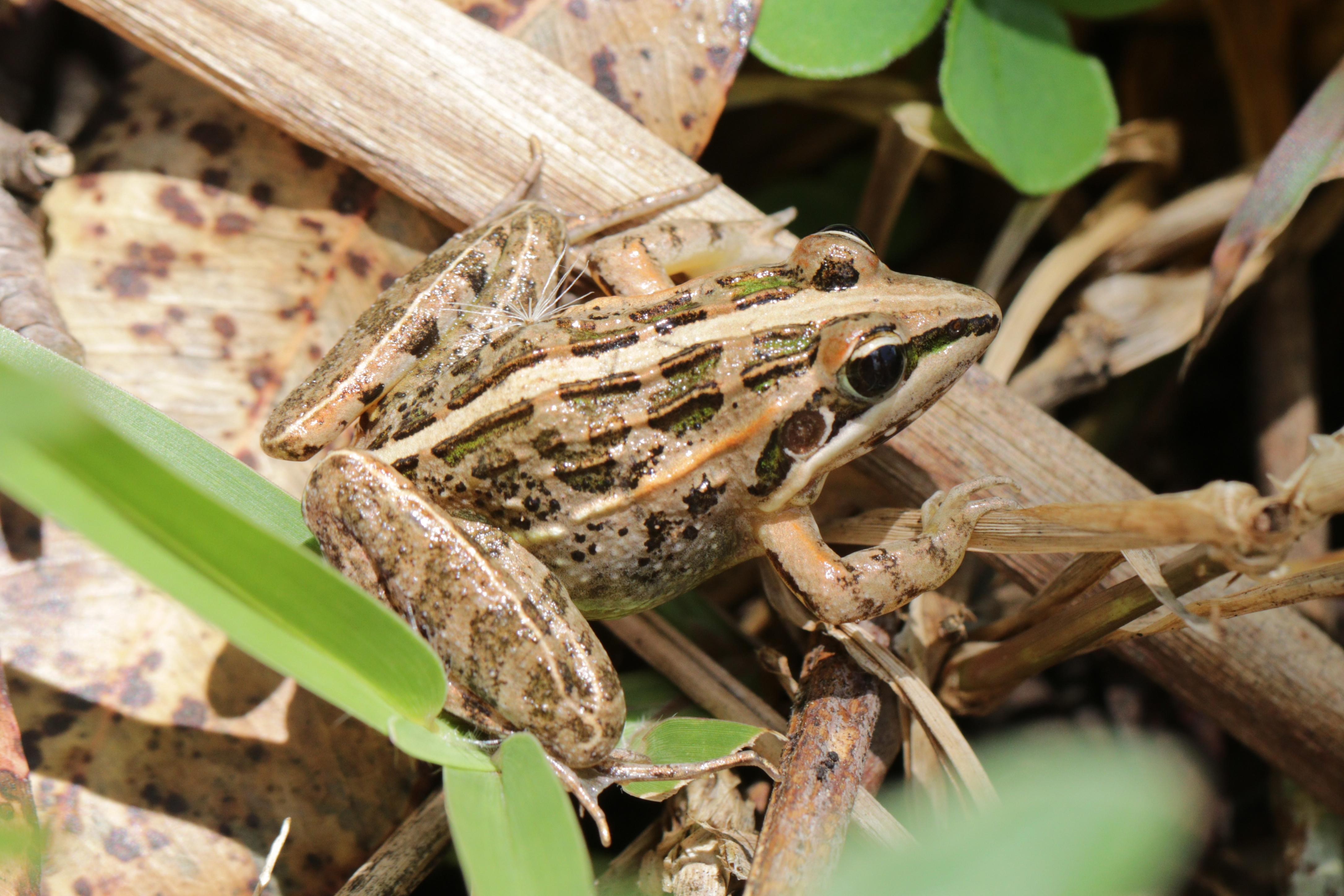
ضفدع ماسكاريني (Ptychadena mascareniensis) يُعد من البرمائيات المنتشرة في جزر القمر، ويعيش في البيئات الرطبة والمستنقعات، وقد أظهرت دراسات جينية علاقته بأصول أفريقية.

تتميز جزر القمر بتنوع محدود نسبيًا من الزواحف والبرمائيات، يعكس خصوصية الموقع الجغرافي للأرخبيل والتاريخ التطوري المعقد له. وعلى الرغم من صغر مساحة الجزر، توجد عدة أنواع مستوطنة، إلى جانب بعض الأنواع المشتركة مع المناطق المجاورة في شرق أفريقيا ومدغشقر.

### الزواحف
تشمل الزواحف في جزر القمر أنواعًا من السحالي والثعابين والسلاحف، معظمها يعيش في الغابات الاستوائية، المرتفعات، والمناطق الساحلية.
السحالي (Lizards):
- سحلية النهار القمرية  (Phelsuma comorensis): نوع مستوطن يعيش على الأشجار في الغابات المطيرة والمانغروف، ويُصنف كنوع "غير مهدد" حسب القائمة الحمراء للاتحاد الدولي للحفاظ على الطبيعة.[20]
- سحلية أسود القمر (Trachylepis comorensis): نوع مستوطن يعيش في البيئات الجافة والصخرية، معتمد على الملاجئ الطبيعية.

الثعابين (Snakes):
- ثعبان القمر (Lamprophis comorensis): نوع مستوطن غير سام، يتغذى على القوارض والزواحف الصغيرة، موجود في الغابات والمنحدرات الصخرية.[21]
- أنواع أخرى من الثعابين غير مستوطنة وتُعتبر نادرة الحدوث.

السلاحف (Turtles):
- سلحفاة القمر البرية (Pyxis planicauda): نوع مستوطن نادر جدًا يهدده فقدان الموائل.[21]
- السلحفاة الخضراء (Chelonia mydas) تزور الشواطئ القمرية لتضع بيضها، وهي مصنفة كمهددة بالانقراض عالميًا.[22]

### البرمائيات:
تضم جزر القمر عددًا محدودًا من البرمائيات، تتركز معظمها في المناطق الرطبة والغابات المطيرة، وتتضمن أنواعًا من الضفادع التي تتكيف مع البيئة الاستوائية.
الضفادع (Frogs):
- ضفدع ماسكاريني (Ptychadena mascareniensis): من الأنواع الشائعة التي تتواجد في الأراضي الرطبة والمستنقعات، غير مستوطن.[23]
- أنواع مستوطنة ضمن جنس Blommersia تعيش في الغابات الجبلية الرطبة، لكنها تواجه تهديدات بسبب فقدان الموائل.[24]

## اللافقاريات
تُسجل الجزيرة أكثر من 1200 نوع من الحشرات منها:
- فراشات مستوطنة مثل Papilio aristophontes وGraphium levassori
- اللافقاريات الأخرى تشمل:
- العناكب مثل centipedes نوع Scolopendra
- القواقع اللاهوائية وأنواع برمائية معدودة.[25]

كما توجد أنواع أخرى من اللافقاريات الصغيرة مثل
الديدان البرية وغيرها من المفصليات الطينية، وهي تلعب دورًا مهمًا في تدوير المواد العضوية.

### المفصليات
تشير التقديرات إلى وجود تنوّع واسع في المفصليات، من:
- أشباه الجدل والفراشات مثل الفراشات المستوطنة
- العقارب والعقارب البرية (centipedes) التي تعيش في الغابات والمروج.[27]

### الفطريات
لا توجد دراسات موسّعة منشورة حول الفطريات في جزر القمر حتى الآن، لكن من المرجح أن تتواجد ضمن غاباتها المطيرة المتنوعة وأنواعها البرية.

## النباتات
تُعد النباتات عنصرًا أساسيًا في المنظومة البيئية لجزر القمر، إذ تشكّل الموائل الطبيعية للكثير من الأنواع الحيوانية، وتسهم في دعم السلاسل الغذائية والتوازن البيئي، مما يجعلها جزءًا لا يتجزأ من الحياة البرية في الأرخبيل. وتحتضن جزر القمر تنوعًا نباتيًا غنيًا، إذ يُقدّر عدد الأنواع النباتية الوعائية فيها بنحو 1000 نوع، يُعتقد أن ما لا يقل عن 30% منها مستوطن، مما يجعلها إحدى النقاط الساخنة للتنوع البيولوجي في المنطقة الأفريقية المدارية. ويتوزع الغطاء النباتي بين الغابات المطيرة الجبلية والغابات شبه الجافة والمانغروف الساحلية والأراضي العشبية الثانوية. 

الغابات الجبلية والأنواع المستوطنة
- تغطي الغابات الجبلية في أنجوان وغراند كومور وموهيلي المنحدرات البركانية والمناطق الرطبة العليا، وتُعد موطنًا لأنواع فريدة من الأشجار، من أبرزها:
- Ocotea comoriensis (من فصيلة Lauraceae): شجرة عطرية دائمة الخضرة، شبيهة بأقاربها في مدغشقر، وتُستخدم أخشابها محليًا.
- Khaya madagascariensis (من فصيلة Meliaceae): تُعرف محليًا باسم الماهوغاني المدغشقري، وهي شجرة مهددة بفعل القطع الجائر والاستغلال التجاري.
- Trema orientalis وFicus spp.: تنتشر في المنحدرات الرطبة، وتؤدي دورًا مهمًا في دعم الأنواع الحيوانية.
- كما تنتشر في هذه المناطق أشجار من فصائل Sapotaceae وEbenaceae وMyrtaceae، المعروفة بخشبها القيم واستخداماتها التقليدية في الطب الشعبي.

نباتات المانغروف الساحلية
- تحيط بالجزر سلاسل محدودة من المانغروف، خاصة في الموهيلي وسواحل غراند كومور، وتشمل:
- Rhizophora mucronata: النوع السائد، يتميز بجذوره الدعامة، ويُعد حيويًا لمكافحة التعرية الساحلية.
- Avicennia marina: من الأنواع المقاومة للملوحة، ويوفر موائل للطيور والأسماك القاعية.
- Bruguiera gymnorhiza: نادر نسبيًا، ولكنه رُصد في بعض المواقع المحمية.

النخيل والنباتات المستوطنة الأخرى
- من الأنواع المستوطنة المهمة:
- Ravenea hildebrandtii: نخيل مهدد بالانقراض، لا يوجد إلا في أنجوان.
- Dypsis lanceolata: نوع مستوطن آخر من النخيل، يتواجد في المناطق الجبلية الرطبة.
- Chrysophyllum comorense وPandanus comorensis: نباتات شجرية تُستخدم محليًا في البناء وصناعة السلال.

النباتات الزهرية والعشبية
- تُعد جزر القمر موطنًا لأكثر من 70 نوعًا من الأوركيد (السحلبيات)، منها أنواع مستوطنة، مثل: (Bulbophyllum comorense) و (Eulophia comorensis)

ومنها ما هو مهددة بالاختفاء مثل:
- أشجار Ocotea comoriensis وKhaya madagascariensis في الغابات الجبلية
- نباتات المانغروف الساحلية: Rhizophora mucronata، Avicennia marina .
- نخيل مستوطن مثل Ravenea hildebrandtii وDypsis lanceolata

| الاسم العربي      | الاسم الإنجليزي     | النوع          | الموئل                           | ملاحظات                                       | الحالة الحفظية (IUCN) |
| ----------------- | ------------------- | -------------- | -------------------------------- | --------------------------------------------- | --------------------- |
| أروى القمر        | Comoros Ocotea      | أشجار          | الغابات الجبلية الرطبة           | شجرة عطرية دائمة الخضرة، تُستخدم أخشابها محليًا | غير مهدد              |
| ماهوغاني مدغشقري  | Madagascar Mahogany | أشجار          | الغابات الجبلية                  | قطع جائر واستغلال تجاري                       | مهددة                 |
| شجرة التريما      | Trema Tree          | أشجار          | المنحدرات الرطبة                 | تدعم الموائل الحيوانية                        | غير مهدد              |
| التينيات          | Fig Trees           | أشجار          | الغابات الرطبة                   | تلعب دورًا بيئيًا هامًا                          | غير مهدد              |
| المانغروف الأحمر  | Red Mangrove        | نباتات مانغروف | السواحل والمستنقعات المالحة      | مهم لمكافحة التعرية الساحلية                  | غير مهدد              |
| المانغروف الأبيض  | White Mangrove      | نباتات مانغروف | السواحل المالحة                  | مقاوم للملوحة ويوفر موائل بحرية               | غير مهدد              |
| المانغروف البني   | Brown Mangrove      | نباتات مانغروف | مناطق محدودة في الجزر            | موجود في مواقع محمية                          | نادر                  |
| نخيل أنجوان       | Anjouan Palm        | نخيل           | المناطق الجبلية الرطبة في أنجوان | مستوطن فقط في أنجوان                          | مهدد بالانقراض        |
| نخيل دايبسيس      | Dypsis Palm         | نخيل           | المناطق الجبلية الرطبة           | نوع مستوطن                                    | معرض للخطر            |
| شجرة الباندان     | Pandanus Tree       | نباتات شجرية   | المناطق الرطبة                   | مستخدمة في البناء وصناعة السلال               | غير مهدد              |
| أوركيد بلوبوفيلوم | Bulbophyllum Orchid | نباتات عشبية   | الغابات الجبلية                  | نوع مستوطن من الأوركيدات                      | غير مهدد              |
| أوركيد يولوفيا    | Eulophia Orchid     | نباتات عشبية   | الغابات الجبلية                  | من الأوركيدات المستوطنة                       | غير مهدد              |

## التهديدات وجهود الحماية
تواجه الحياة البرية في جزر القمر تحديات بيئية كبيرة تهدد التنوع البيولوجي الفريد الذي تتميز به هذه الجزر الصغيرة في المحيط الهندي. من أبرز هذه التهديدات إزالة الغابات التي تؤدي إلى فقدان الموائل الطبيعية للكائنات المستوطنة، بالإضافة إلى الصيد غير المنظم الذي يؤثر سلبًا على أعداد الأنواع الحيوانية، خاصة منها الطيور والثدييات المهددة بالانقراض. كما تلعب التغيرات المناخية دورًا متزايد الخطورة، إذ تؤدي إلى تغير نمط الأمطار وارتفاع درجات الحرارة، مما يفاقم من الضغوط على النظم البيئية الحساسة، خصوصًا الغابات المطيرة والشعاب المرجانية. 
في مواجهة هذه التحديات، بُذلت جهود محلية ودولية للحفاظ على التنوع الحيوي في جزر القمر. تم إنشاء محميات طبيعية مثل محمية جزيرة موهيلي الوطنية، التي توفر ملاذًا آمنًا للأنواع النادرة والمهددة مثل خفاش فاكهة ليفينغستون. كما تم تصنيف مناطق ذات أهمية بيئية خاصة، لا سيما المناطق الهامة للطيور (IBA)، لدعم حماية الطيور المستوطنة والأنواع الأخرى. إلى جانب ذلك، تشارك المجتمعات المحلية في برامج توعية وإعادة تأهيل البيئات الطبيعية، مع دعم من المؤسسات البيئية العالمية، بهدف تحقيق استدامة بيئية وتخفيف أثر النشاطات البشرية.
تمتلك الحياة البرية في جزر القمر أهمية بيئية واقتصادية بالغة، إذ تساهم في الحفاظ على استقرار النظم البيئية من خلال دورها في سلاسل الغذاء، وتوفير خدمات بيئية أساسية كتنقية المياه، وتثبيت التربة، وتنظيم المناخ المحلي. كما يشكل التنوع الحيوي مصدر جذب للسياحة البيئية، الذي يعد رافدًا اقتصاديًا هامًا لسكان الجزر. لذلك، يُعد حماية هذه الثروات الطبيعية ضرورة ملحة لضمان استدامة الموارد البيئية والاقتصادية، وحماية الإرث الطبيعي لجزر القمر للأجيال القادمة.

## جدول الأنواع البرية والبحرية الرئيسية في جزر القمر
| الاسم العربي              | الاسم الإنجليزي         | النوع    | الموئل                        | ملاحظات                                | الحالة الحفظية (IUCN) |
| ------------------------- | ----------------------- | -------- | ----------------------------- | -------------------------------------- | --------------------- |
| سحلية أسود القمرية        | Comoros Skink           | زواحف    | الغابات والسواحل              | نوع مستوطن محدود الانتشار              | غير مهدد              |
| ضفدع ماسكاريني            | Mascarene Ridged Frog   | برمائيات | المستنقعات والمياه العذبة     | واسع الانتشار في المنطقة               | غير مهدد              |
| الحمامة الزرقاء القمرية   | Comoro Blue Pigeon      | طيور     | الغابات المطيرة والمنخفضة     | نوع مستوطن – رمز محلي                  | قريب من التهديد       |
| الحمامة الزيتونية القمرية | Comoro Olive Pigeon     | طيور     | الغابات الأصلية               | عرضة للصيد – تعتمد على الموائل الأصلية | قريب من التهديد       |
| خفاش رودسيت القمري        | Comoro Rousette         | ثدييات   | الكهوف والغابات               | دور بيئي في التلقيح – محدود الانتشار   | معرض للخطر            |
| السُّليل القمري             | Comoro Thrush           | طيور     | الغابات الجبلية               | متوطن – حساس لتغير الموائل             | معرض للخطر            |
| السلحفاة الخضراء          | Green Sea Turtle        | بحرية    | الشعاب المرجانية والشواطئ     | تتكاثر على شواطئ موهيلي                | معرضة للخطر           |
| بومة موهيلي               | Moheli Scops Owl        | طيور     | المرتفعات الرطبة              | لا توجد إلا في جزيرة موهيلي            | مهددة للغاية          |
| خفاش ليفينغستون           | Livingstone's Fruit Bat | ثدييات   | الغابات الجبلية               | أكبر خفاش في الجزر – نادر جدًا          | مهدد للغاية           |
| سمكة السيلاكانث           | Coelacanth              | بحرية    | أعماق المحيط – الكهوف الصخرية | "حفريات حية" – نادرة علميًا             | مهددة للغاية          |
| سلحفاة منقار الصقر        | Hawksbill Turtle        | بحرية    | الشواطئ والمياه الدافئة       | حساسة للتغير المناخي والتجريف          | مهددة للغاية          |

## أنظر أيضا
- قائمة المناطق المحمية في جزر القمر
- منتزه شيسيواني الوطني
- منتزه موهيلي البحري
- القرطالة
- مايوت
- غابات جزر القمر
- جيولوجيا جزر القمر

## وصلات خارجية
- البرنامج الإنمائي للأمم المتحدة – حماية التنوع البيولوجي في جزر القمر
- المجلس الدولي لحماية الطبيعة (IUCN) – جمعية "Dahari" البيئية في جزر القمر
- تقرير Dahari – رسم خرائط التنوع البيولوجي البري في جزر القمر
- جزر القمر – Protected Planet (UNEP‑WCMC) قائمة المناطق المحمية رسمياً
- الاتفاقية الإقليمية لإدارة النفايات والبيئة – جزر القمر في إطار اتفاقية نيروبي